# 福本隆司
福本 隆司 (ふくもと たかし、1959年 - ) は、クリエイティブ・プロデューサー、神奈川工科大学情報メディア学科教授。

## 略歴
1959年、東京生まれ。大阪芸術大学映像計画学科卒業後、大阪大学工学部CGグループで国産初のコンピュータグラフィックス専用システム「LINKS-1」の開発エンジニアらと共にCGアニメーション制作に取り組む。
1982年、日本の草分け的なCG制作会社トーヨーリンクスに設立と同時に入社。劇場版アニメーション『ゴルゴ13』(1983)のCGシーン制作を皮切りに、TV-CMや博展映像など数多くの映像制作に携わる。ディレクターとして短編アニメーション『Bio-Sensor』(1984)、『渚のペピー』(1987)、瀬戸大橋博『タダノ･スペースポート』ライド用映像(1988)など。
1989年、ポリゴン・ピクチュアズ入社。オリジナルCGキャラクターの企画開発に取り組む。ディレクターとして短編アニメーション『In Search of Muscular Axis』(1990)、TV-CM『資生堂HGスーパーハード ペンギン・シリーズ』(1995-96)、短編アニメーション『サーカス･シリーズ3部作』(1995-96)など。また、プロデューサーとして『ポリゴン家族』、『the FLY BanD!』(1998)など。 
1999年、リンクス入社。CG制作とモーションキャプチャ事業の合併を提案、翌2000年 リンクス･デジワークス設立（2003年から常務取締役、2007年から代表取締役を務める。2010年 IMAGICAに事業統合）。カプコン『鬼武者』CGムービー(2001)、同『バイオハザード』CGムービー(2002)、短編アニメーション『KUDAN』(2008)などをプロデュース。『KUDAN』は、アルス・エレクトロニカ2008“Award of Distinction”、第12回文化庁メディア芸術祭“優秀賞”、Anima 2009“Best Short Film”はじめ国内外多くのアニメーション映画祭で受賞・入選を果たす。 
その後、CGキャラクターと実写映像をリアルタイム合成するMR（Mixed Reality）・AR（Augmented Reality）技術を活用した事業企画や映画のプレビジュアライゼーションに取り組む。 
2015年4月より、神奈川工科大学情報メディア学科 教授（現職）。